# Robert Hays
Pour les articles homonymes, voir Hays.
Robert Hays, né le 24 juillet 1947 à Bethesda (Maryland) est un acteur, producteur et réalisateur américain.
Il est notamment connu du grand public pour son rôle de Ted Striker dans le film catastrophe parodique Y a-t-il un pilote dans l'avion ? (1980) et sa suite Y a-t-il enfin un pilote dans l'avion ? (1982), ainsi que pour le rôle principal de la série télévisée Starman (1986-1987).

## Biographie

### Carrière
En 1977, Robert Haysa incarne un caporal militaire dans un épisode de la série télévisée Wonder Woman. Il joue ensuite dans plusieurs séries télévisées de courte durée, dont The Young Pioneers (en) (1978), Angie (en) (1979-1980), Starman (1986-1987) et FM (en) (1989-1990).
En 1980, il est choisi pour incarner le rôle de Ted Striker, le pilote déchu qui doit sauver la situation dans le film Y a-t-il un pilote dans l'avion ? (Airplane! ), une parodie des films catastrophes (tels que le film Airport ou la série de téléfilms Airport (en)), et revient en  1982 dans sa suite, Y a-t-il enfin un pilote dans l'avion ?. En janvier 1981, il présente un épisode de la série télévisée comique à sketchs Saturday Night Live.
Dans les années 2000, il incarne dans plusieurs épisodes de la série That '70s Show le rôle d'un homme que l'on pense être le père du personnage de Hyde. Il a aussi joué dans de nombreux téléfilms et participé à des doublages, notamment celui du personnage de bande dessinée Iron Man de l’éditeur Marvel Comics dans la série d'animation Iron Man (série télévisée d'animation (1994-1996).
En 2013, Hays apparaît dans un spot télévisé parodique faisant la promotion du tourisme dans le Wisconsin, le réunissant avec le coréalisateur de Y a-t-il un pilote dans l'avion ?, David Zucker.

### Vie privée
De 1990 à 1997, Robert Hays a été marié avec Cherie Currie, la chanteuse du groupe The Runaways, avec qui il a eu un enfant, Jake Hays.

## Filmographie

### Acteur

#### Cinéma
- 1980 : Y a-t-il un pilote dans l'avion ? : Ted Striker
- 1981 : Utilities : Bob Hunt
- 1981 : Take This Job and Shove It : Frank Macklin
- 1982 : Y a-t-il enfin un pilote dans l'avion ? : Ted Striker (« Ted Crochet » en VF)
- 1983 : Meurtres à Malte : Terry Leonard
- 1983 : Touched : Daniel
- 1984 : Scandalous : Frank Swedlin
- 1985 : Cat's Eye : Johnny Norris (segment « The Ledge »)
- 1990 : Honeymoon Academy : Sean McDonald
- 1992 : Amour et Chocolat (Hot Chocolate) : Eric Ferrier
- 1992 : Fifty/Fifty : Sam French
- 1993 : L'Incroyable Voyage : Bob Seaver
- 1994 : No Dessert, Dad, Till You Mow the Lawn : Ken Cochran
- 1994 : Strip Girl (Raw Justice) : Mitch McCullum
- 1995 : Cyber Bandits : Morgan
- 1996 : L'Incroyable Voyage 2 : À San Francisco : Bob Seaver
- 1999 : An American Tail: The Mystery of the Night Monster (vidéo) : Reed Daley (voix)
- 1999 : Au-delà du réel : L'aventure continue (Série TV - Saison 5, épisode 2) : Dr Peter Halstead
- 2000 : Docteur T et les Femmes : Harlan
- 2001 : Sex and a Girl (en) (autre titre : Alex in Wonder) : Dan
- 2004 : The Nutcracker and the Mouse King : Squeak (voix, doublage anglais)
- 2005 : Freezerburn : Michael Reed the Talent
- 2007 : Universal Remote : le docteur Anderson
- 2007 : Nicky's Birthday Camera : Bob
- 2008 : Super Héros Movie : Blaine Riker
- 2013 : Paranormal Movie (en) : le directeur
- 2016 : Miracle in the Valley : le pasteur Reign

#### Télévision
- 1976 : Young Pioneers (en) (téléfilm) : Dan Grey
- 1976 : Young Pioneers' Christmas (en) (téléfilm) : Dan Gray
- 1977 : Delta County, U.S.A. : Bo
- 1978 : Will Rogers: Champion of the People : Will Rogers
- 1978 : L'Initiation de Sarah  (The Initiation of Sarah) : Scott Rafferty
- 1978 : Almost Heaven : Dave Leland
- 1979 : Angie (en) (série) : Brad Benson
- 1980 : The Girl, the Gold Watch and Everything : Kirby Winter
- 1981 : California Gold Rush : Bret Harte
- 1982 : The Day the Bubble Burst : Gregory Winslow
- 1982 : The Fall of the House of Usher : Jonathan Cresswell
- 1984 : Mister Roberts : le lieutenant Doug Roberts
- 1986 : Starman (série) : Starman / Paul Forrester
- 1987 : Murder by the Book : « Hank » Mercer / Biff Deegan
- 1989 : FM (en) (série) : Ted Costas
- 1990 : Au-delà du temps (Running Against Time) : David Rhodes
- 1993 : Partners
- 1993 : Cutters (série) : Joe Polachek
- 1993 : Sex, Shock and Censorship
- 1993 : Basic Values: Sex, Shock and Censorship in the 90's
- 1995 : L'Invasion des abeilles tueuses : Chad Ingram
- 1995 : Disparu (en) (Vanished) : John Taylor
- 1996 : The Abduction : Paul Olavsky
- 1996 : Unabomber: The True Story : David Kaczynski
- 1996 : Tous les jours Noël : Henry Jackson
- 1997 : L'Espoir de Noël (I'll Be Home for Christmas) : Michael
- 1998 : Kelly Kelly (en) (série) : Doug Kelly
- 1998 : Nightworld: 30 Years to Life : Vincent Dawson
- 2000 : Deadly Appearances : Andy Boychuk
- 2000 : That '70s Show : Bud Hyde
- 2001 : Petits chiots pour grande famille (en) (The Retrievers) : Tom Lowry
- 2002 : The Santa Trap : Bill Emerson
- 2014 : Sharknado 2: The Second One (téléfilm) : le capitaine Bob Wilson
- 2020 : Smartphone Theatre (épisode « Holy Water ») : Jonathan « Johnny » Cooper

### Producteur et réalisateur
| Année | Titre                          | Fonction     | Notes                |
| ----- | ------------------------------ | ------------ | -------------------- |
| 1986  | Starman (série TV)             | réalisateur  | épisode « The Test » |
| 1998  | Kelly Kelly (en) (série TV)    | coproducteur |                      |
| 2001  | Sex and a Girl (en) (film)     | producteur   |                      |
| 2007  | Nicky's Birthday Camera (film) | producteur   |                      |